# Диглим
Диглим, или бис(2-метоксиэтил) эфир — растворитель с высокой температурой кипения. Это органическое соединение с формулой (CH3OCH2CH2)2O, представляющее собой диметиловый эфир диэтиленгликоля. (Название «диглим» происходит от «дигликоль-метилового эфира».) Это бесцветная жидкость с легким запахом эфира. Смешивается с водой, а также с органическими растворителями.

## Растворитель

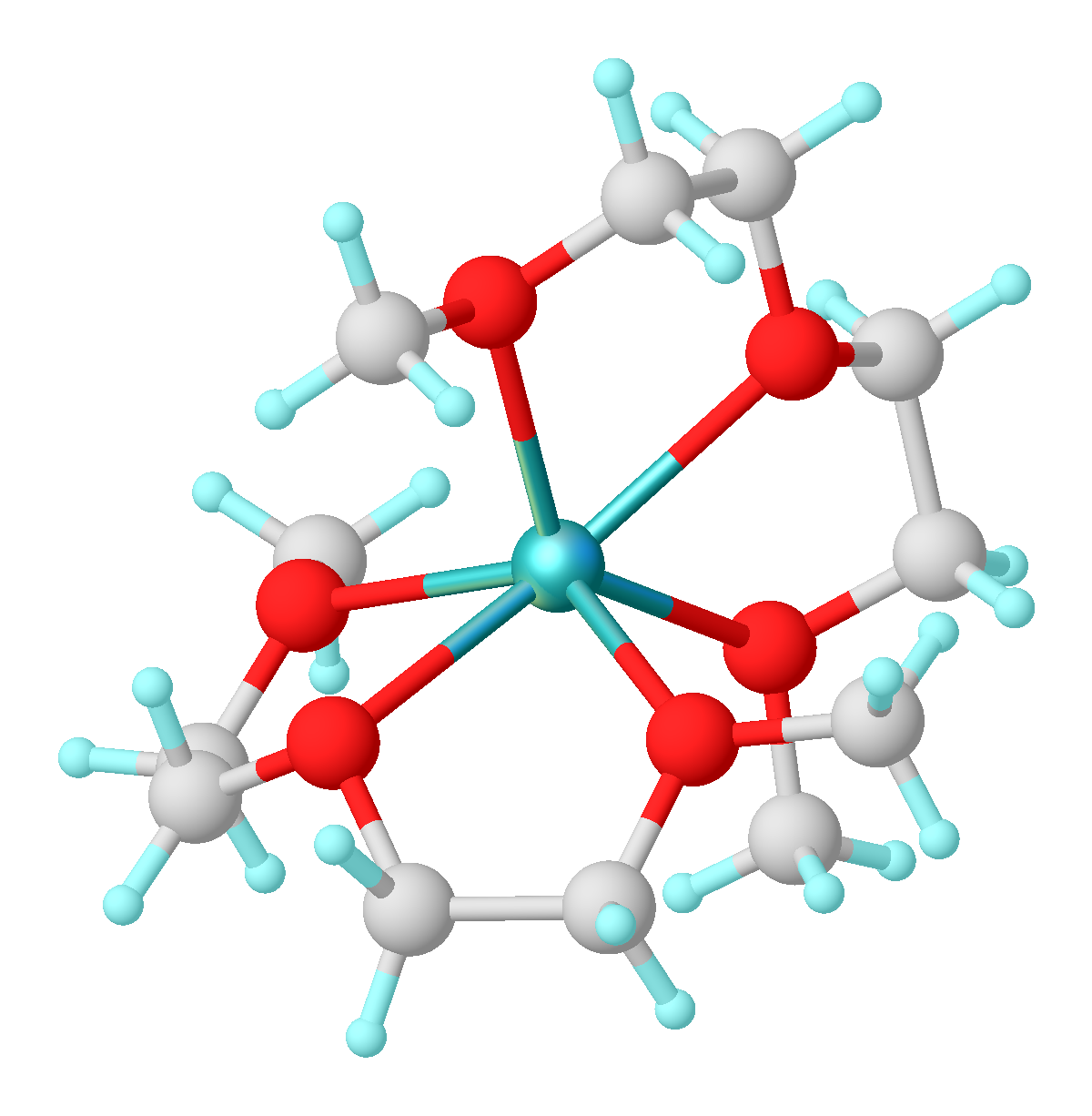
Структура [Na(diglyme)_{2}^{+} в его соли с флуоренильным анионом.

Из-за своей устойчивости к сильным основаниям диглим является предпочтительным растворителем для реакций с реагентами щелочных металлов даже при высоких температурах. Следовательно, реакции с участием металлоорганических реагентов, такие как реакции Гриньяра или реакции восстановления гидрида металла, могут значительно повысить скорость реакции. 
Диглим также используется в качестве растворителя в реакциях гидроборирования с дибораном .Он служит хелатом для катионов щелочных металлов, делая анионы более активными.

## Безопасность
Европейское химическое агентство относит диглим к особо опасным веществам (SVHC) как репродуктивный токсин.